# 雷蒙·奥夫内
雷蒙·奥夫内（法語：Raymond Offner，1927年11月17日—1989年10月30日），生于萨塞勒，法国男子篮球运动员，曾代表法国国家队参加1948年夏季奥运会男子篮球比赛，最终获得一枚银牌。